# Древногръцки театър
Древногръцкият театър процъфтява в Древна Гърция от около 700 г. пр.н.е. Централно място в развитието му играе Древна Атина, която по време на класическия период се превръща в основна културна, политическа и военна сила. Най-ранният драматичен вид възниква като част от народните празненства в чест на бог Дионис през пролетта и изпълняваните на тях дитирамби – възторжени песни на хорове от сатири, спътници на бога. Обособяват се три театрални жанра: трагедия (края на 5 век пр.н.е.), комедия (490 г. пр.н.е.) и сатирна драма. От Атина фестивалът се разпространява и към други полиси и колонии.

## История
Античните писатели дават малко и понякога противоречиви сведения за устройството и историята на древния гръцки театър.
Възприето е мнението, че театърът се заражда в края на Архаичната епоха от ритуалите, посветени на бог Дионис. Те включват пеещи и танцуващи хорове, както и шествия по време на празниците Дионисии и Ленеи. Хоровете изпълняват дитирамби в чест на бога, а на весели и шумни процесии честват плодородието и обновяването на природата. Участниците в дионисовото шествие се преобразявали в легендарните придружители на бога – сатирите или козоногите, като обличали специален костюм – брадати, чипоноси маски, с кози кожи около бедрата, с опашка и изкуствен фалос. Според сведенията на Аристотел  трагедията води началото си от дитирамба („песен на козела“) като названието напомня козел-трагос, животно, посветено на Дионис, а с песни и танци се пресъздава съдбата на бога – неговото постоянно умиране и възраждане. Част от празника са поетическите състезания и драматическите представления за новосъздадени творби. Според Пароската хроника първото драматическо представление в Атина е през 534 пр.н.е. по времето на Пизистрат. На атическия поет Теспис се приписва идеята да въведе диалог между един актьор и хора с неговия предводител, внасяйки драматичен елемент в лирическия химн на дитирамба, който бързо се развил. Постепенно трагедиите добиват определена форма, а към 488 – 486 г. пр. Хр. се включват и комедии. Така се ражда театърът като литературен жанр, както го разбираме ние днес.
Оттогава по време на главните Дионисови празници в Атина – Големите Дионисии или Градските Дионисии в края на март и Ленеите в края на декември, както и Селските Дионисии в края на ноември, празнувани по селата на Атика, се дават театрални представления и се устройват състезания. Тези представления запазват ясно изразения си религиозен характер до края на елинистическата епоха. Във всяко от светилищата на Дионис има специални съоръжения за тези представления – отначало дървени, а по-късно зидани. Една кръгла площадка, предназначена за хора, обгражда олтара на бога, а почетното място е отредено на жреца на Дионис.

## Сграда
Драматическите състезания се провеждат в специално построена за целта сграда – театър, за която се грижат граждани – предприемачи. Входът е платен. За да се осигури по-голям достъп на гражданите, при управлението на Перикъл на желаещите се дава парична помощ за едно представление, а през IV век пр.н.e. – и за трите дни на театралните представления.
Първоначално постройките са били дървени, а по-късно зидани от камък или мрамор постройки, някои от тях като Атинския театър, особено красиви. Древногръцкият театър е бил изграден от три основни части – орхестра, скена и театрон.
В центъра на залата е орхестрата – мястото, където се разиграва действието. Там постоянно присъства хорът, както и статуята на бог Дионис, покровител на театралните представления. Орхестрата е свързана с тъй наречената скена, откъдето излизали костюмираните актьори и където се съхранявал театралния реквизит. От двете страни на орхестрата има два входа, наречени пароди – през тях влизат хоровете и актьорите. Десният парод се използва от гражданите, а левият – от селяните и чужденците. Зад орхестрата е проскенето – мястото, където се разполага декорът. Театрон се наричат зрителските места, разположени в полукръг около орхестрата. Първоначално зрителите наблюдават представлението прави, а в по-късни времена за тях започнали да поставят амфитеатрално разположени скамейки. В V в. пр.н.е. названието „театър“ се отнася за цялата сграда.
Първоначално древногръцкият театър не използва декори. Действието се съсредоточавало около олтара в центъра на орхестрата. По-късно, според Аристотел по идея на Софокъл, се въвеждат изрисувани дървени дъски, които могат да се вдигат и свалят и обикновено изобразявали дворец или храм.
Най-добре запазен до днес е театърът в Епидавър, отличаващ се с изключителна акустика и естетика.

## Хор и актьори
Главно действащо лице в древногръцката трагедия е хорът, състоящ се от 12 или 15 мъже. В сакралната драма той има основна роля – изпълнява дитирамби в чест на бога. Основна черта в гръцките трагедии е противопоставянето на пасивния хор на активните актьори. Трагичните актьори предизвикват боговете, желаейки да надскочат границите, наложени на хората, докато хорът изразява страховете, надеждите и преценката на обществото (полития), обикновените хора, чиято присъда е окончателна. Съставът на хора се избира и заплаща от богат атинянин, наречен хорег.
Важен момент от развитието на драмата е отделянето на един актьор от хора и редуването на неговите песни с тези на хора, така се поставя началото на диалога. Хорът изпълнява и „фалически“ песни, които имат отношение към магията за плодородие и имат весел и закачлив характер. По мнение на Аристотел от тези песни се заражда комедията.
Актьорите са били само свободни мъже. От тях се изисква да имат добра дикция, да са пластични и да умеят да танцуват. Носят маски – за да могат да изразяват различни емоции, както и за по-добър звук. Облечени са в ярки и пищни дрехи, като по този начин чрез цветовете, да изразят различна социална принадлежност, а и за по-добра видимост. Обути са във високи дървени обувки – котурни, вероятно отново за по-добра видимост. Актьорите играят с маски, наследени от обредната драма, но загубили митичното си значение. Маската покрива лицето и главата на актьора. Чрез смяна на маските актьорът може да изпълнява няколко роли. За отличаване от простосмъртните, митичните герои се изобразяват по-едри. Това се постига чрез широки облекла, под които се поставят възглавници и високи дървени обувки-котурни.
Актьорите първоначално са любители, но след IV в. в цяла Гърция се образуват професионални организации – съюзи на майсторите на Дионис. Те се ползвали с уважение и при желание можели да направят и добра политическа кариера. По време на война ограниченията не били валидни за тях и можели свободно да пътуват, където пожелаят. Актьорската реч била пример за ораторско изкуство.

## Развитие
Постепенно в театралните представления възникнали съществени промени. Хорът изгубил връзка с действието и песните му започнали да се изпълняват като незадължителен елемент от трагедията. Тогава се изгубила връзката на актьорите с орхестрата и се появила необходимостта те да се издигнат на по-видно място. Затова започнали да правят висока тясна сцена пред проскенето, около три метра над нивото на орхестрата.
Един от първите драматични автори е Фриних, чиито произведения са изгубени, но той започва да въвежда сюжети от действителността. Негови произведения са трагедиите „Превземането на Милет“ и „Финикийки“.
От по-късните автори до нас са достигнали само 33 драматични творби на Есхил, Софокъл и Еврипид, но те не дават възможност да се съди как точно се е трансформирала драмата. Много важен момент в развитието ѝ е отделянето на първи актьор. Повратен момент в историята на драмата е въвеждането на втори актьор от Есхил, наречен „бащата на трагедията“. Неговата поява създава истински условия за драматичен конфликт и налага разширяване на диалога за сметка на съкратените хорови песни. С въвеждането на трети актьор от Софокъл ролята на хора намалява още повече, при Еврипид той присъства само традиционно, а по-късно напълно губи функциите си. В IV век пр.н.е. започват да се пишат драми, в които действащите лица са само актьори.
Драмите участват в състезания, провеждани обикновено по време на религиозни празници, например Дионисиите в Атина. На състезанието всеки автор трябва да представи три трагедии, свързани помежду си (трилогия) и една сатирна драма. Журито не се състои от театрални специалисти, а от редови атински граждани, подбрани чрез жребий.
Известни автори са:
- Есхил („Седемте срещу Тива“, „Агамемнон“, „Прикованият Прометей“, „Персите“, „Молителките“),
- Софокъл („Антигона“, „Аякс“),
- Еврипид („Алкестида“, „Електра“, „Иполит“)
- Аристофан („Конниците“)